# Campylocheta similis
Campylocheta similis är en tvåvingeart som beskrevs av Ziegler och Hiroshi Shima 1996. Campylocheta similis ingår i släktet Campylocheta och familjen parasitflugor. Inga underarter finns listade i Catalogue of Life.